# Шаповалов, Иван Николаевич
Ива́н Никола́евич Шапова́лов (р. 28 мая 1966, Котово, Волгоградская область) — российский музыкальный продюсер. Создатель и в 1999—2004 годах продюсер поп-группы «Тату», солистками которой были Юлия Волкова и Елена Катина.

## Биография

### Ранние годы
Иван Шаповалов родился 28 мая 1966 года в городе Котово Волгоградской области. Отец — Николай Александрович, художник. Мать — Надежда Ричардовна, школьный учитель физики. Окончил заочную физико-математическую школу.
В 1990 году Шаповалов окончил Саратовский медицинский институт, прошёл специализацию по специальности «детская и подростковая психиатрия», после чего работал врачом в психиатрической больнице города Балаково и параллельно занимался частной детской психокоррекционной практикой. В 1992 году создал организацию «Служба формирования общественного мнения „Контекст“». Журнал «Компания» сообщал, что её услугами пользовался предвыборный штаб Дмитрия Аяцкова во время губернаторских выборов.
В 1992—1994 годах Шаповалов работал в отделе рекламы и маркетинга страховой компании «Славия» и негосударственного пенсионного фонда «Российский капитал». С 1993 года работал в московских филиалах компаний. В это время он познакомился с композитором Александром Войтинским.
С 1994 года Шаповалов начал работать сценаристом рекламных роликов. В 1996 году он изготовил рекламный ролик для компьютерной компании «R&K», в сценарии которого фигурировал Норберт Винер, так как выпускаемые компьютеры выходили под маркой Wiener в честь основоположника кибернетики. Ролик озвучивал Олег Ефремов. Один из учредителей R&K, Борис Ренский, позднее выступил финансовым спонсором и сопродюсером группы «Тату». В 1998 году Шаповалов снял рекламный ролик прохладительных напитков «Пейте без остановки напитки из Черноголовки» компании «ОСТ», в озвучивании которого принимала участие Лена Катина, будущая солистка группы. На съёмках он познакомился с Еленой Кипер, журналистом телекомпании НТВ (программа «Впрок») и будущим сопродюсером группы.
С 1996 года работал в «Русской винно-водочной компании» (РВВК). В 1997—1998 годах работал в рекламном агентстве Ark J. Walter Thompson.

### Продюсирование группы «t.A.T.u.»
В 1999 году Шаповалов и Войтинский провели кастинг на роль солистки, в результате которого была выбрана Лена Катина. Было записано несколько песен (в том числе «Я твой враг», «Югославия» — на тему военной агрессии НАТО против Югославии). Позднее в группу пригласили вторую девушку — Юлю Волкову. Шаповалов стал продюсером группы «t.A.T.u.» и директором компании «Неформат» (продюсерский центр И. Шаповалова).
В 2000 году записана песня «Я сошла с ума», авторами текста были Елена Кипер и Валерий Полиенко, музыку написал 17-летний школьник Сергей Галоян. В том же году вышел видеоклип. Над образом солисток в видеоклипе работал визажист Андрей Дрыкин. В 2001 году вышел альбом «200 по встречной». В мае 2001 года Шаповалов подписал контракт с российским отделением лейбла «Universal Music». По контракту Шаповалов должен выпустить три альбома, при этом одним из условий контракта был пункт, согласно которому продюсер не мог изменить состав группы. Позднее Шаповалов подал иск против «Universal Music Russia», обвиняя рекорд-лейбл в нарушении договора и требуя выплаты дополнительного вознаграждения. В сентябре выходит сингл и снят видеоклип «Полчаса». В 2002 году вышел англоязычный альбом «200 km/h in the Wrong Lane». В 2003 году вышли сингл и видеоклип «All the Things She Said». В этот период группа пользовалась большой популярностью, проходили многочисленные гастроли.
В январе 2004 года на телеканале СТС стартовало реалити-шоу «„Тату“ в Поднебесной», в прямом эфире группа планировала записать новый альбом. На 13-м этаже гостиницы «Пекин» Шаповалов устроил студию, где также принимал демозаписи молодых исполнителей, из которых был составлен сборник «Поднебесная № 1». Однако в итоге альбом не был записан, Шаповалов сложил полномочия гендиректора компании «Неформат», которой принадлежал бренд «Тату» («t.A.T.u.»), название группы осталось за певицами. Новым продюсером стал Борис Ренский.
В октябре 2004 года на церемонии «BMI Honors Top European Songwriters and Publishers at Annual London Awards» Шаповалова наградили медалью в номинации «Pop Awards». Композиция «All the Things She Said», соавтором которой он был, прозвучала в эфире более 2 млн раз и заняла в номинации поп-музыки первое место, опередив «It’s My Life» группы No Doubt.

### 2004—2008 годы
В 2004 году Шаповалов начал продюсировать певицу Nato — Наталью Шевлякову из Челябинска, которая познакомилась с Шаповаловым во время его работы в «Поднебесной». В его планах было выступление певицы в наряде шахидки. В годовщину террористического акта 11 сентября 2001 года в США Шаповалов пытался организовать концерт в Колонном зале Дома Союзов, где планировалось выступление певицы в наряде шахидки. В связи с этим представитель Министерства культуры и массовых коммуникаций РФ выразил свою обеспокоенность, акцию назвали неполиткорректной, и концерт был отменён. Подобный концерт Шаповалов пытался провести в Англии. Мусульманский совет Великобритании осудил эту идею, назвав её «попыткой сделать деньги на трагедии других людей», и призвал игнорировать концерт. Выступление состоялось в январе 2005 года. В 2004 году Шаповалов начал своё сотрудничество с певицей Хелей и Нано Project.
Шаповалов также занимался продюсированием рок-группы «7Б». Созданный в процессе этого сотрудничества альбом «Инопланетен» и три музыкальных клипа заметно отличались от предыдущих самостоятельных работ группы в сторону утяжеления звука, наложения большого количества эффектов, депрессивной тематики.
В 2005 году Шаповалов объявил, что намерен снять реалити-шоу на ледоколе, который будет производить тур по Северному Ледовитому океану, однако проект остался нереализованным.
В 2007 году стал совладельцем интернет-магазина Mp3search.ru. Одновременно с этим вошёл в состав руководства НП ФАИР, занимавшегося коллективным управлением авторскими правами в Интернет. В том же году звукозаписывающая компания Gala Records подала иск против компании владельца Mp3search.ru, обвинив его в незаконном распространении записей певицы МакSим.

### 2013 год
В 2013 году Шаповалов записал три песни в составе проекта «Podnebeses»:
1. Против часовой
2. Она оставила солнце
3. Моя любовь гуляет

## Акции и критика
Шаповалов использовал различные провокационные приёмы для привлечения внимания к своим проектам.
В видеоклипах «Тату», помимо лесбийской тематики, были сюжеты, связанные с мастурбацией и терроризмом (взрыв детской карусели). Одним из главных объектов критики стал использовавшийся группой имидж лесбиянок. Так, сексолог Диля Еникеева, комментируя творчество группы, писала: «это продуманная политика против нации, против здорового секса, семьи и материнства». Вместе с тем, в ряде источников отмечалось, что, несмотря на свой имидж, «t.A.T.u.» в самом лесбийском сообществе не воспринимались как лесбийская группа, а Шаповалов подвергался резкой критике. Одной из причин такого отношения называлось то, что на самом деле группа действовала в рамках гетеросексистской культуры: «в построении сценического образа лесбиянок группа ориентируется на патриархальную рамку, в которой женщина всегда является объектом для получения удовольствия, объектом взгляда, а роль смотрящего принадлежит мужчине… Образ группы скорее соответствует модели „женщина для мужчины“, чем „женщина для женщины“». Социолог Игорь Кон выделял другую составляющую имиджа группы: «На мой взгляд, успех t.A.T.u. обусловлен не столько демонстративной игрой в запретные лесбийские отношения, сколько тем, что создан образ самодостаточных крутых девчонок».
В 2003 году в Великобритании Шаповалов сделал различные провокационные высказывания на тему педофилии, что вызвало протесты со стороны ряда общественных организаций (в частности, со стороны организации по защите детей от насилия «Kidscape»). Директор «Kidscape» Мишель Эллиотт отметила: «Мы возражаем и вовсе не находим забавным тот факт, что Иван подает их как детскую сексуальную фантазию. Эти девочки талантливы. Жаль, что их рекламируют за счет сотен тысяч сексуально совращенных детей». В интервью британскому таблоиду Шаповалов заявил, что «предпочитает несовершеннолетних девушек». Ведущий 4-го канала британского телевидения Ричард Мэдли назвал дуэт «тошнотворным», охарактеризовав клип на песню All the Things She Said «эталоном сладких грёз всех британских педофилов». В ответ Шаповалов на официальном сайте группы призвал провести дискуссию «на тему роста педофилии в Великобритании» и выразил готовность оказать медицинскую помощь самому Мэдли. Подобная реакция на появление группы была связана с тем, что в это время в Великобритании проводились различные кампании по борьбе с педофилами.
В мае 2003 года Шаповалов собирался снять клип на Красной площади с участием нескольких сотен девушек в школьных юбках. Однако сотрудники милиции пресекли мероприятие, вытеснив всех собравшихся и задержав самого продюсера. По этому поводу Шаповалов отметил: «Видимо, Кремлю не нужны „Тату“ на „Евровидении“». В 2003 году Шаповалов пытался выдвинуть солисток «Тату» в кандидаты в Президенты России. О начале сбора подписей было объявлено по российскому телевидению. Для преодоления возрастного ценза в 35 лет он предлагал сложить возраст певиц.

### Интервью
- Иван Шаповалов: «Не хватает любви» // Известия, 16 января 2004
- Иван Шаповалов, Волкова и Катина // Эхо Москвы, 16 мая 2003
- Иван Шаповалов // Эхо Москвы, 7 марта 2004
- Иван Шаповалов // Эхо Москвы, 9 сентября 2004
- Иван Шаповалов: «Законы устанавливают художники» // BRAVO, август 2003